# Magdalena Fürst
Magdalena Fürst of Fürstin (Neurenberg, 1650 of 1652 – Wenen, 1717) was een Duits kunstschilder. Fürst specialiseerde zich in het schilderen van bloemmotieven op paneel en het inkleuren van kopergravures.

## Biografie
Magdalena Fürst was een dochter van de Neurenbergse kunsthandelaar en uitgever Paulus Fürst (1608–1666) en Susanna Helena Snellinck (1621–1702). Ze werd door haar vader ondersteund als kunstenaar en ging in de leer bij de bloemschilder Johann Thomas Fischer en Maria Sibylla Merian.
Samen met Fischer kleurde Fürst ten minste twee exemplaren van de Hortus Eystettensis in. Dit boek uit 1613 bevat 367 platen met daarop 1086 afbeeldingen van geneeskrachtige en eetbare planten uit tuin van de prins-bisschop van Eichstätt. Aan het exemplaar dat in Wenen bewaard wordt heeft Fürst minstens vijf jaar lang gewerkt.
In 1683 trouwde ze met Johan Jacob Trummer met wie ze vijf kinderen kreeg. Na zijn dood trouwde ze met Rudolf Johann Helmers. 

## Werken

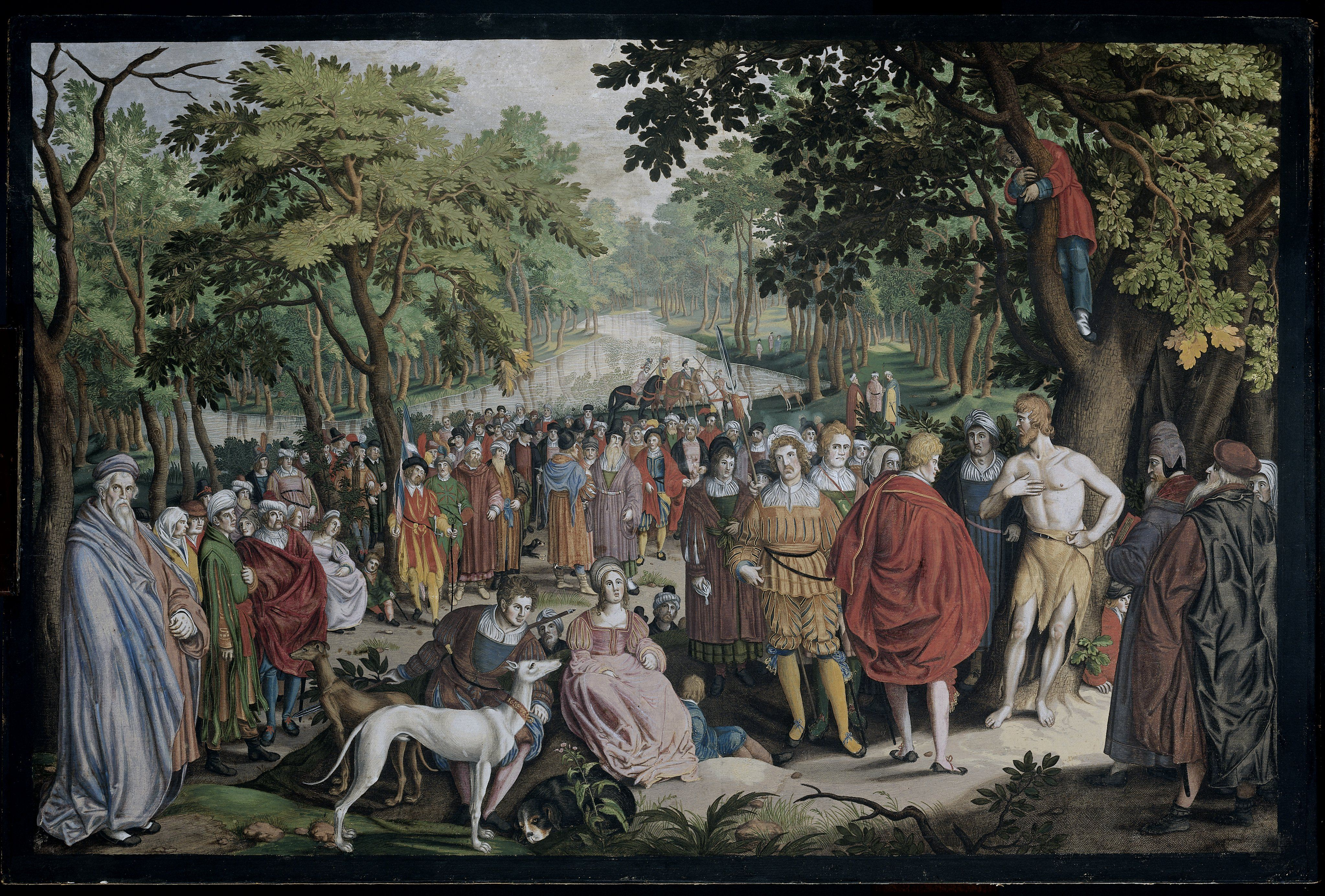
De prediking van Johannes de Doper aan de oevers van de Jordaan, gravure, aquarel en gouache, prentmaker Nicolaes de Bruyn, ingekleurd door Magdalena Fürst